# Assignment 033-03
Assignment 033-03 è il novantacinquesimo album in studio del chitarrista statunitense Buckethead, pubblicato il 18 luglio 2014 dalla Hatboxghost Music.

## Il disco
Sessantottesimo disco appartenente alla serie "Buckethead Pikes", Assignment 033-03 è costituito da 6 brani, i cui titoli richiamano l'ultima parte di quello dell'album.

## Tracce
Musiche di Buckethead.
1. 0 – 4:54
2. 3 – 4:40
3. 3 – 5:31
4. - – 4:44
5. 0 – 4:22
6. 3 – 4:48

## Formazione
- Buckethead – chitarra, basso, programmazione